# Amata metaphaea
Amata metaphaea är en fjärilsart som beskrevs av George Francis Hampson 1896. Amata metaphaea ingår i släktet Amata och familjen björnspinnare. Inga underarter finns listade i Catalogue of Life.